# Bartosz Kaczmarek
Bartosz Kaczmarek (ur. 17 stycznia 1991 we Wrocławiu) – polski siatkarz, grający na pozycji libero. 